# Echinosaura
Genre
Synonymes
- Teuchocercus Fritts & Smith, 1969

Echinosaura est un genre de sauriens de la famille des Gymnophthalmidae.

## Répartition
Les sept espèces de ce genre se rencontrent dans le Nord de l'Amérique du Sud et au Panama.

## Description
Ce sont des reptiles diurnes et ovipares, assez petits, aux pattes petites voire atrophiées.

## Liste des espèces
Selon The Reptile Database (13 mai 2016) :
- Echinosaura brachycephala Köhler, Böhme & Schmitz, 2004
- Echinosaura horrida Boulenger, 1890
- Echinosaura keyi (Fritts & Smith, 1969)
- Echinosaura orcesi Fritts, Almendáriz & Samec, 2002
- Echinosaura palmeri Boulenger, 1911
- Echinosaura panamensis Barbour, 1924
- Echinosaura sulcarostrum Donnelly, Macculloch, Ugarte & Kizirian, 2006

## Publication originale
- (en) Boulenger 1890 : First report on additions to the lizard collection in the British Museum (Natural History). Proceedings of the Zoological Society of London, vol. 1890, p. 77—86 (texte intégral).